# Anse à Prunes
L'Anse à Prunes est une plage située sur la commune de Sainte-Anne en Martinique.

## Géographie
Le site est accessible par un chemin à partir de la plage des Salines. La plage est située à l'est d'un ancien tombolo qui reliait l'îlet Cabrits à Grande Terre. Ce tombolo a disparu.

## Tourisme
La plage de l'Anse à Prunes est une plage populaire non surveillée, mais très fréquentée. 
Le sentier de la Trace des Caps longe la plage. 

## Quelques photos du site

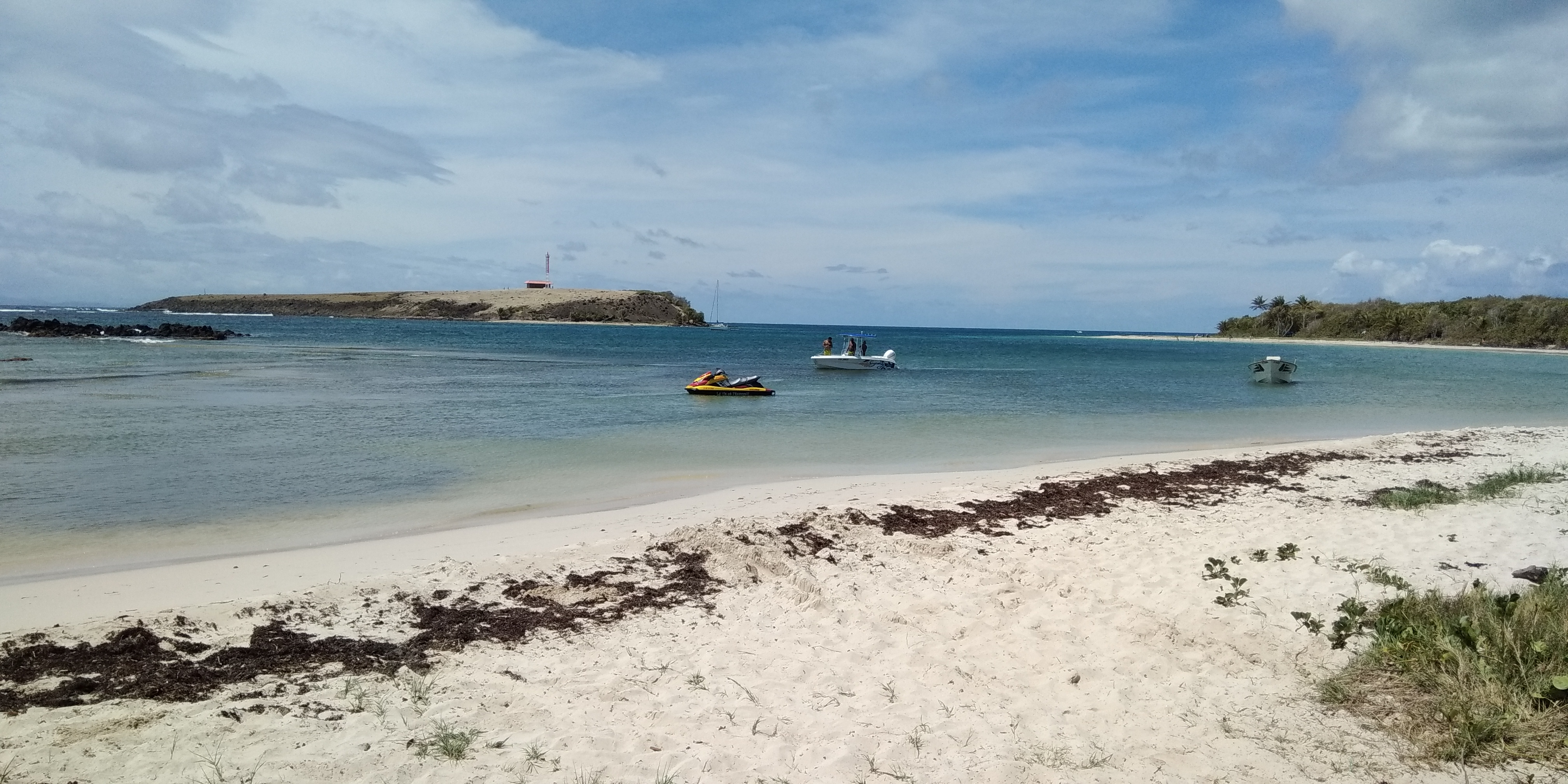
Vue sur l'Ilet Cabrits.
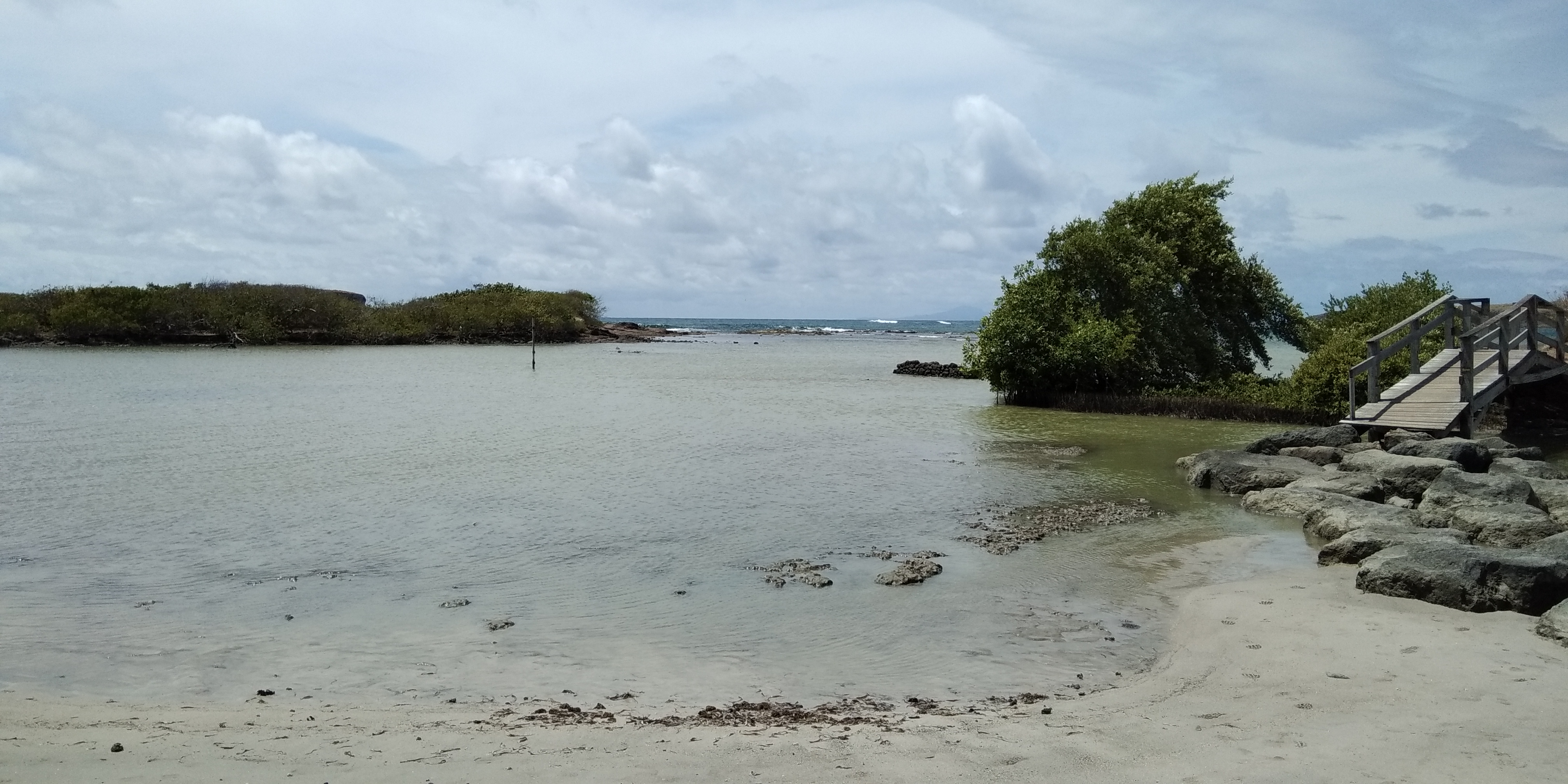
A l'est de la plage, le débouché du canal reliant l'étang des Salines à l'océan..